# Farah Vallis
La Farah Vallis è una struttura geologica della superficie di Marte.